# ベルコムンマッシュ
持株管理会社"ベルコムンマッシュ"（ベラルーシ語: ААТ "Кіруючая кампанія холдынгу «Белкамунмаш»、英語: OJSC "Holding Management Company "Belkommunmash"）は、ベラルーシの首都・ミンスクに本社を置く公共株式会社。主に輸送用機器（トロリーバス、路面電車車両、電気バス）等の製造を手掛け、ベラルーシのみならず世界各国に事業を展開している。

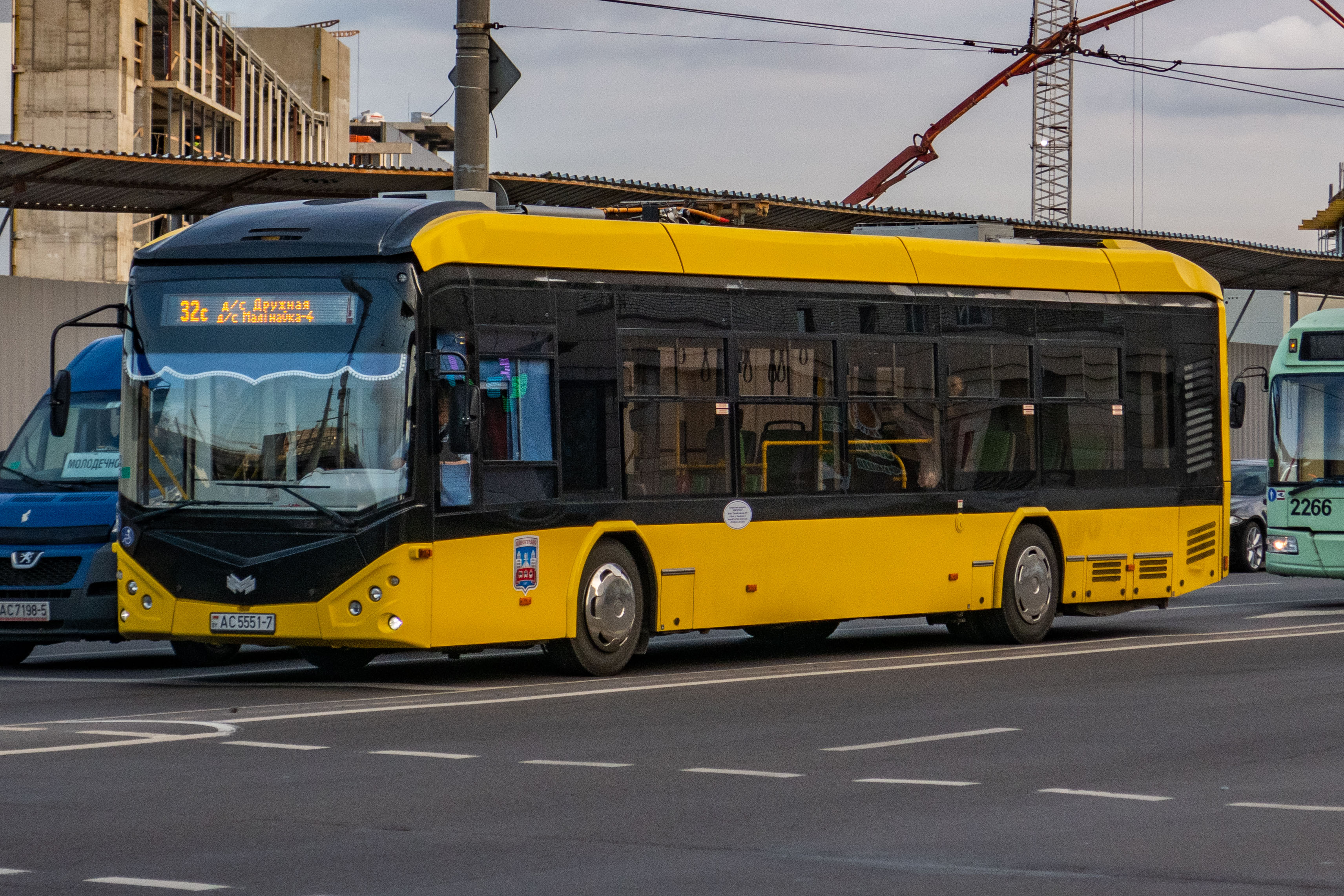
E321
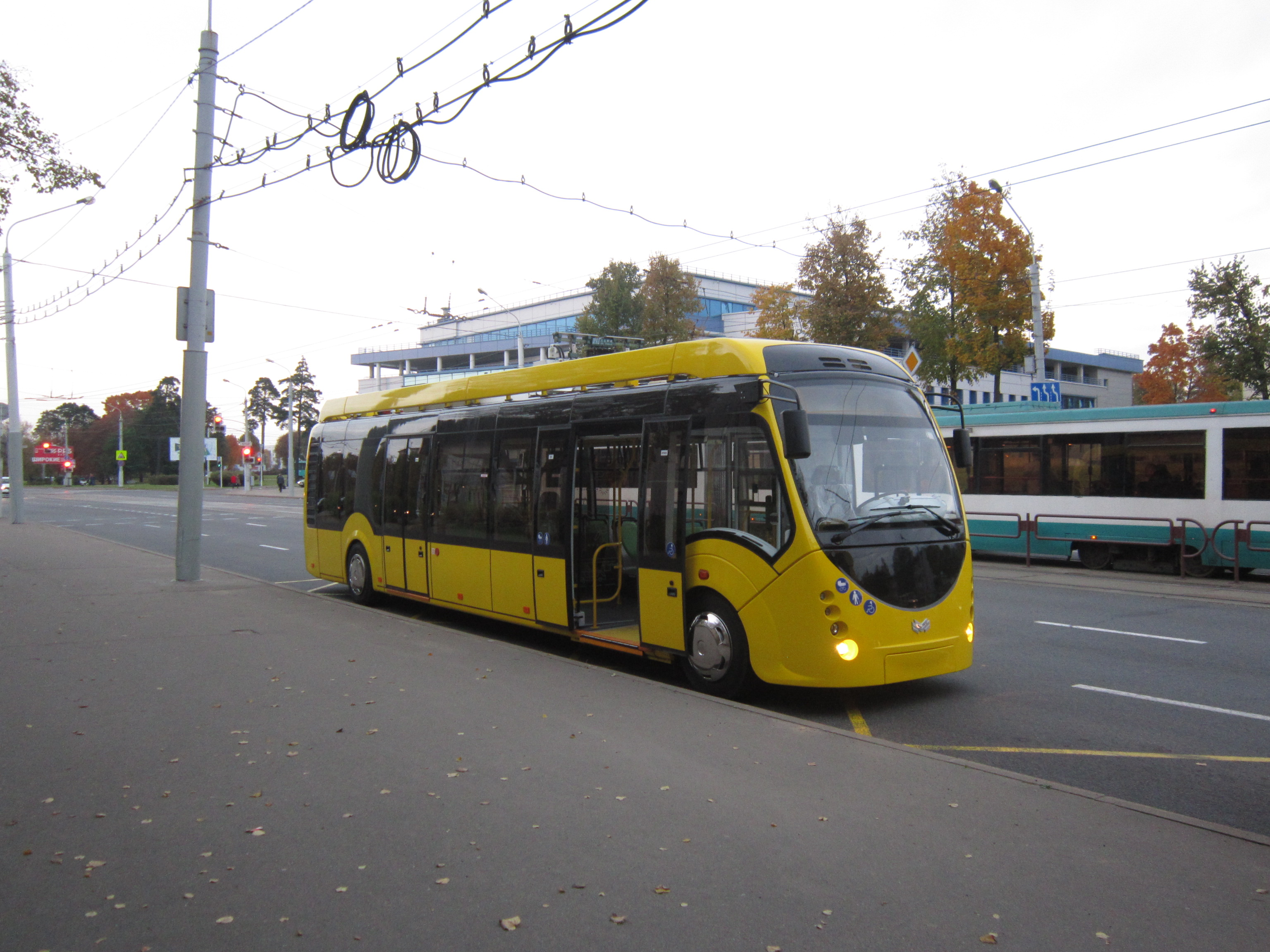
E420
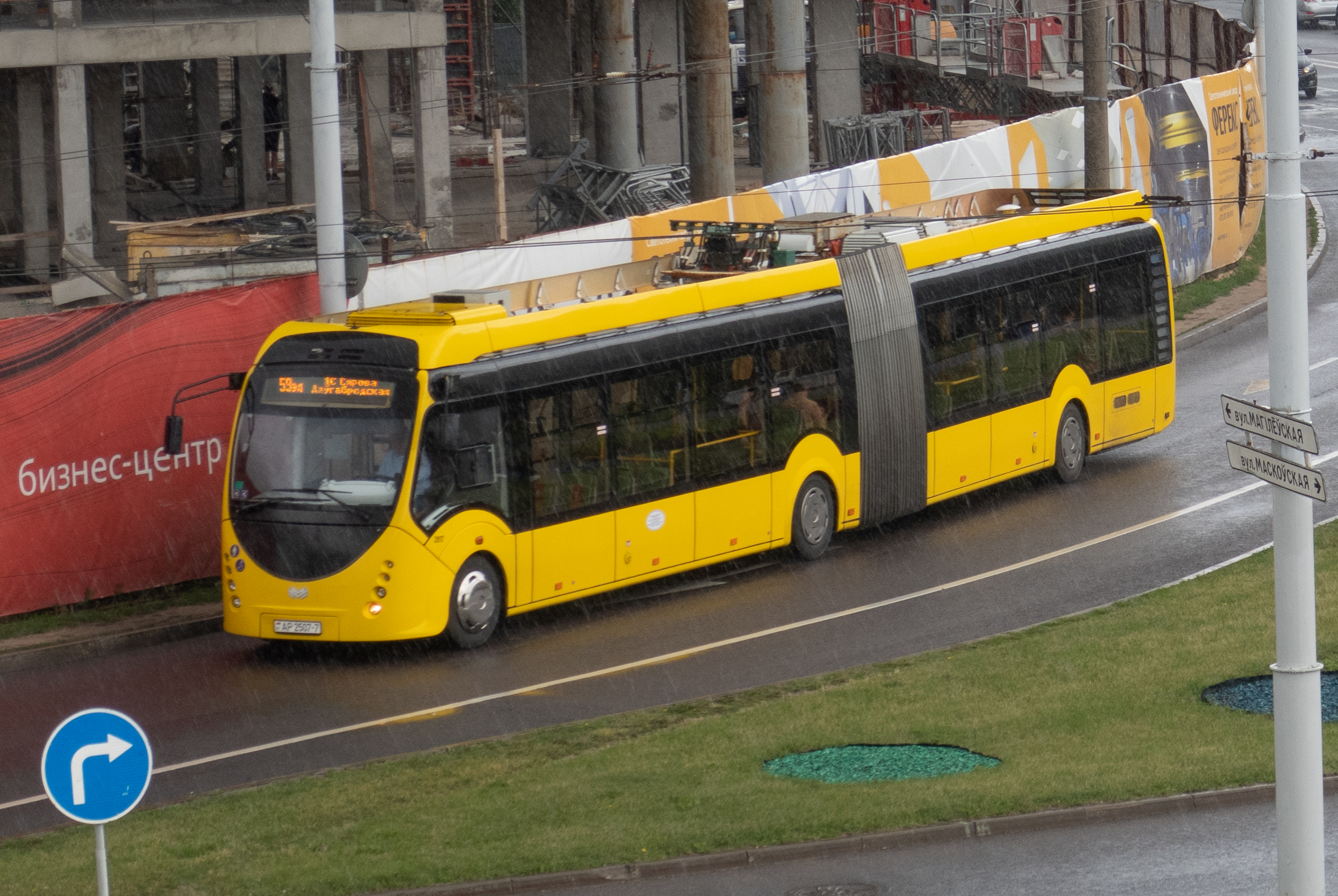
E433
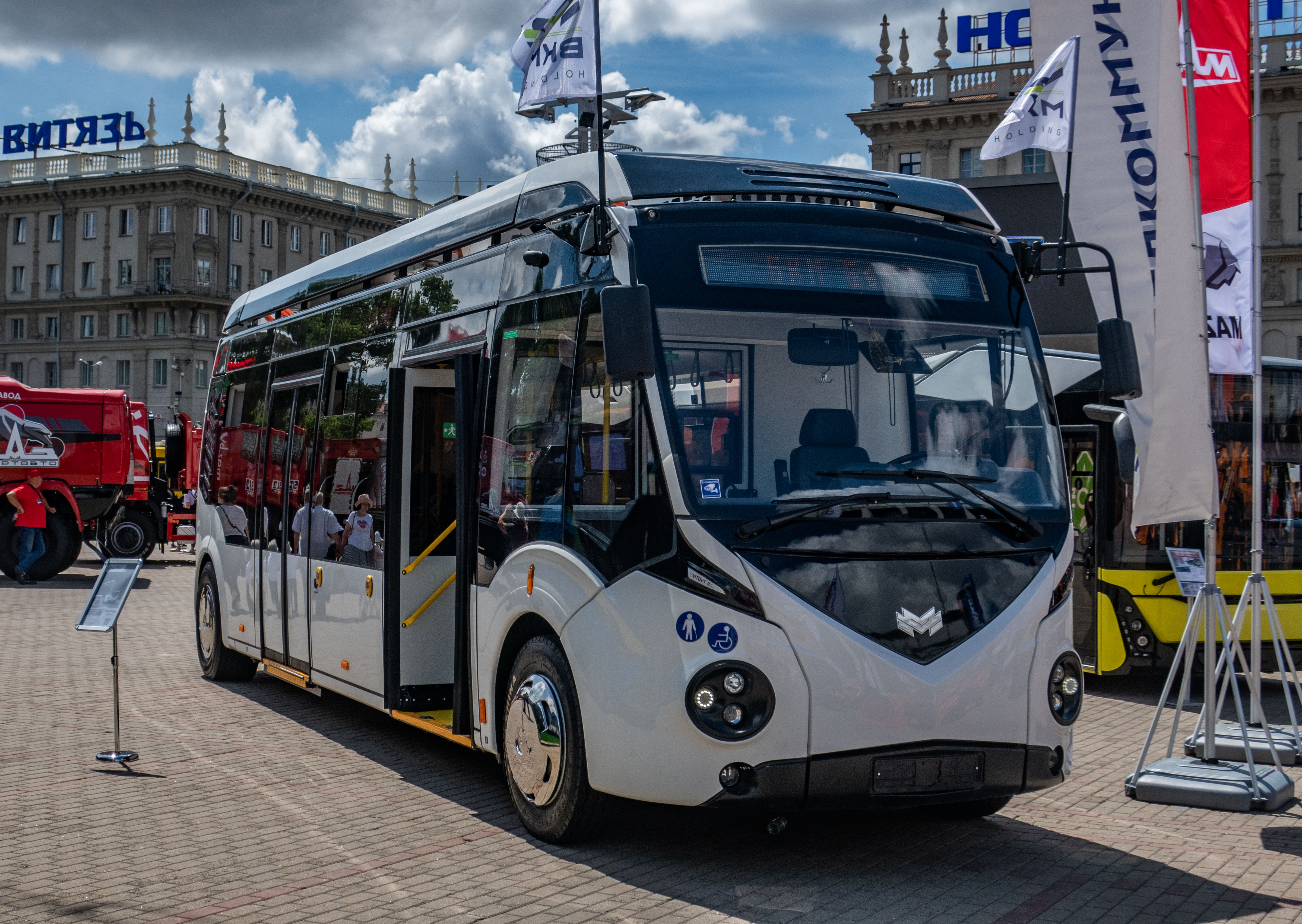
E490

## 概要
ベルコムンマッシュのルーツは、ソビエト連邦（ソ連）時代の1973年7月1日、ミンスクに設立された路面電車・トロリーバス修理工場（Рамонтнага трамвайна-тралейбуснага завода、РТТЗ）である。翌1974年に操業を開始し、1976年には事業の拡大を視野に入れるため、現在の社名であるベルコムンマッシュに改めた。ソ連時代は旧社名の通りトロリーバスの修理を主に手掛け、その業務成績から1979年と1982年には赤旗勲章が授与された。更に1985年から1987年にかけて工場を再建・規模の拡大を実施し、同年以降は毎年400台以上のトロリーバスの修理を行った。
その後、ソビエト連邦の崩壊を経てベラルーシの首都となったミンスクを始めとする各都市では路面電車やトロリーバス路線の車両の老朽化が問題となり、ベラルーシにおけるこれらの新型車両を生産する拠点が必要となった。そこで、国家プロジェクトの一環としてベルコムンマッシュは車両の新造事業に着手し、1994年にトロリーバス、2000年に路面電車車両の製造を開始した。更に2017年からは電気バス市場にも参入している他、消防車や日用品、建設工事用製品の生産事業も展開している。これに伴い2001年以降は企業形態の再編が行われ製品の生産を専門に実施する企業となり、2010年にも従来の共和国統一企業から公共株式会社（ААТ、OJSC）に変更されている。
2020年現在、ベルコムンマッシュはベラルーシや旧ソ連諸国（ロシア連邦、ウクライナ、カザフスタン、モルドバ等）のみならずセルビアやアルゼンチンなど世界各国に向けて各種車両の展開を実施している。

## 主要製品
ベルコムンマッシュで生産された、もしくは2020年の時点で生産中の主な輸送用機器は以下の通り。

### トロリーバス

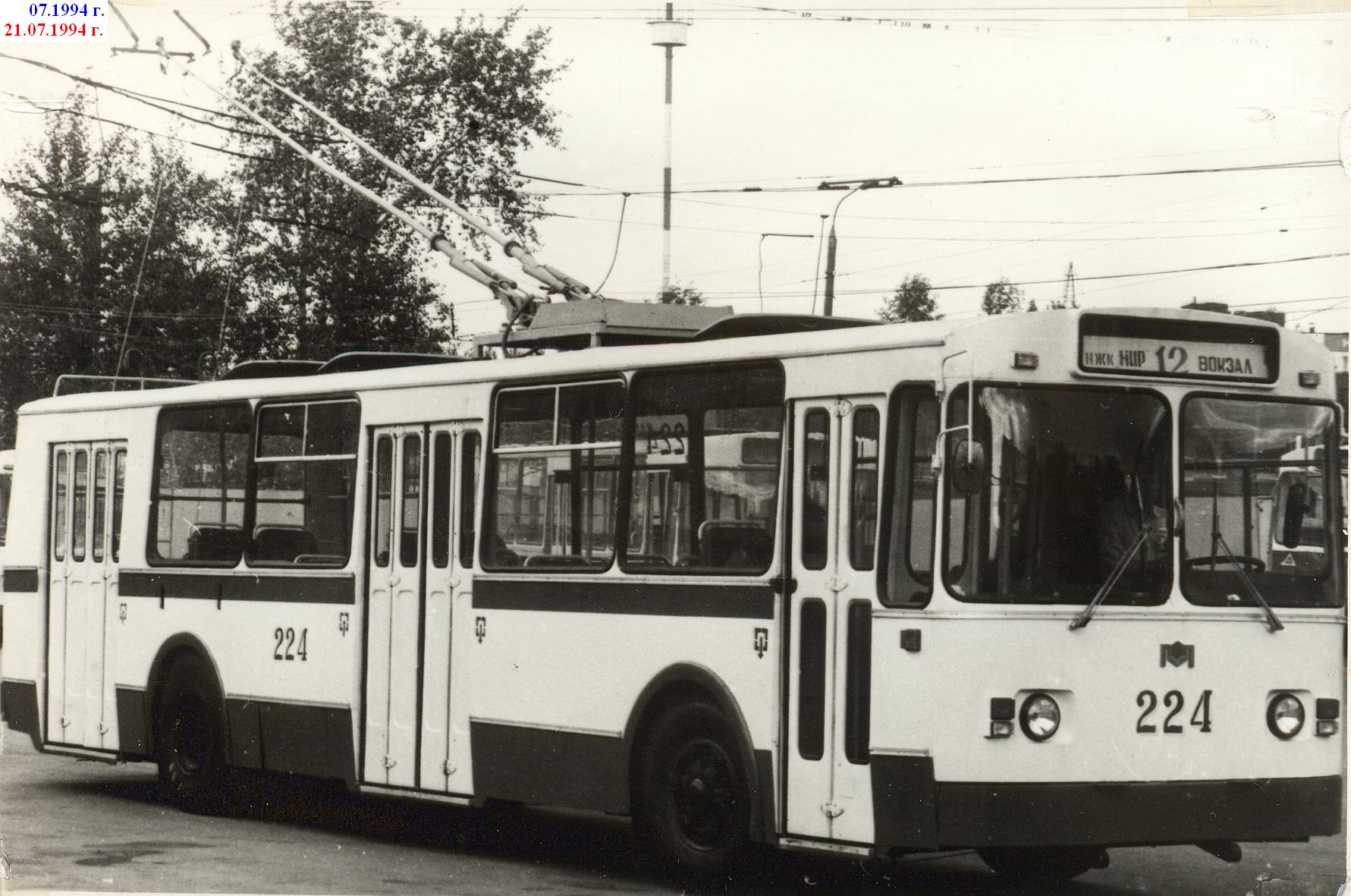
AKSM-100
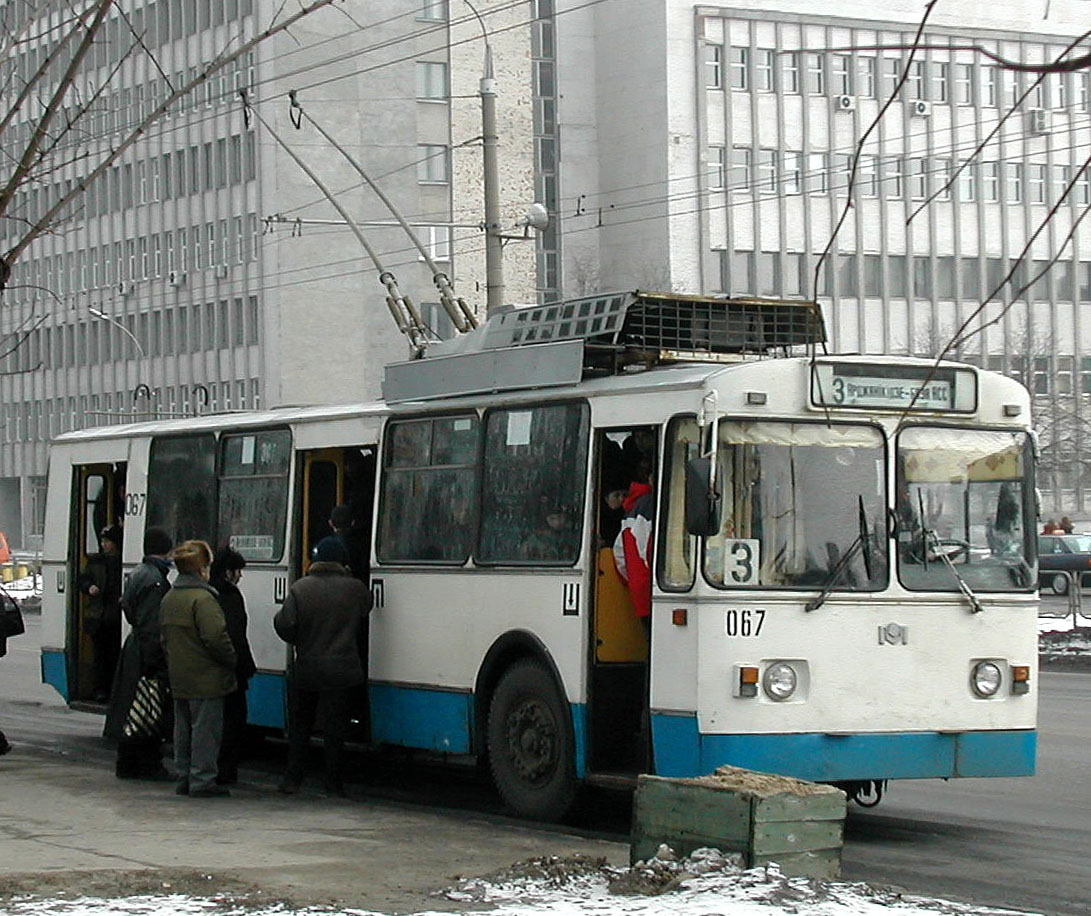
AKSM-101（ベラルーシ語版）
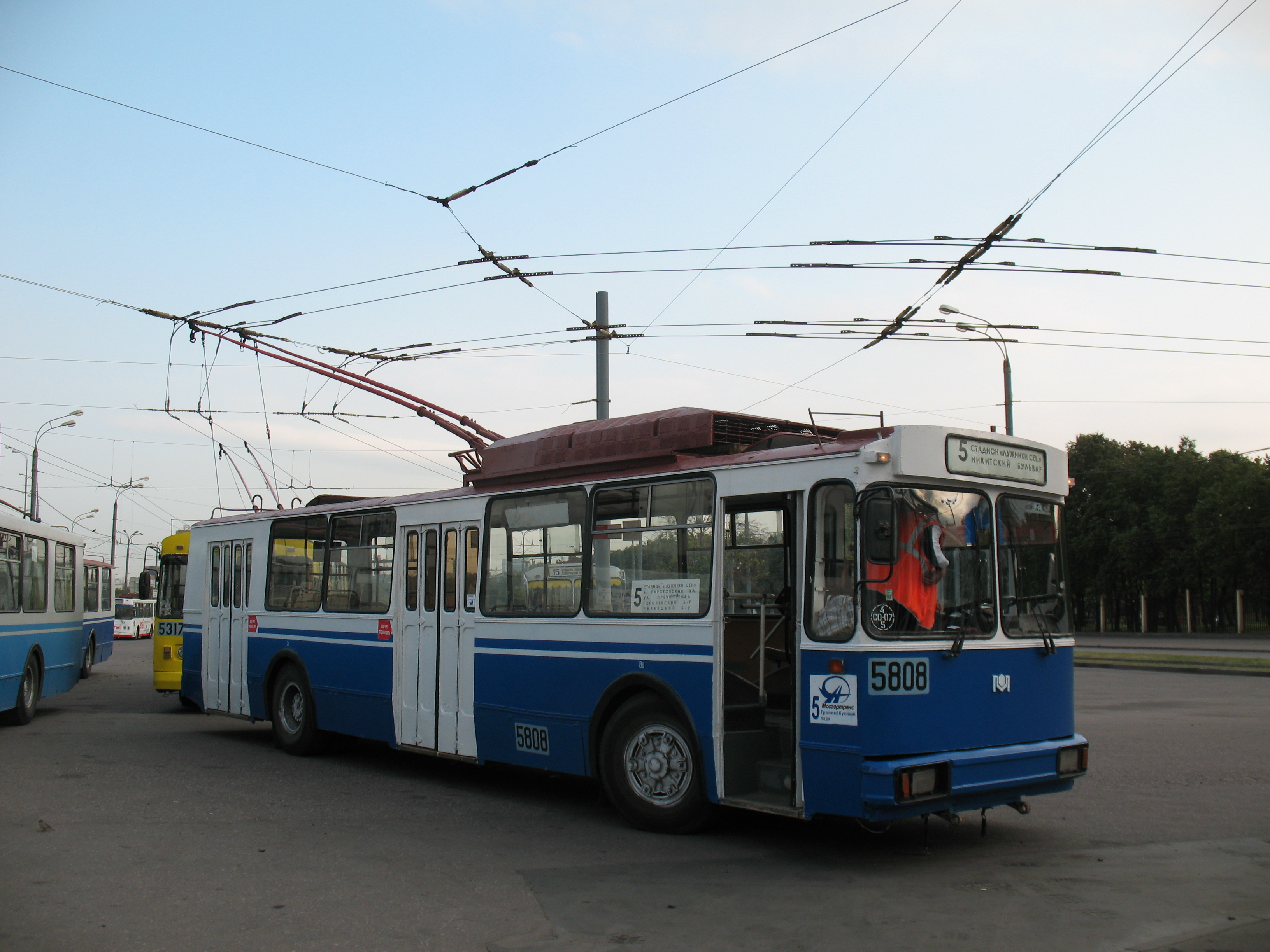
AKSM-201（ベラルーシ語版）
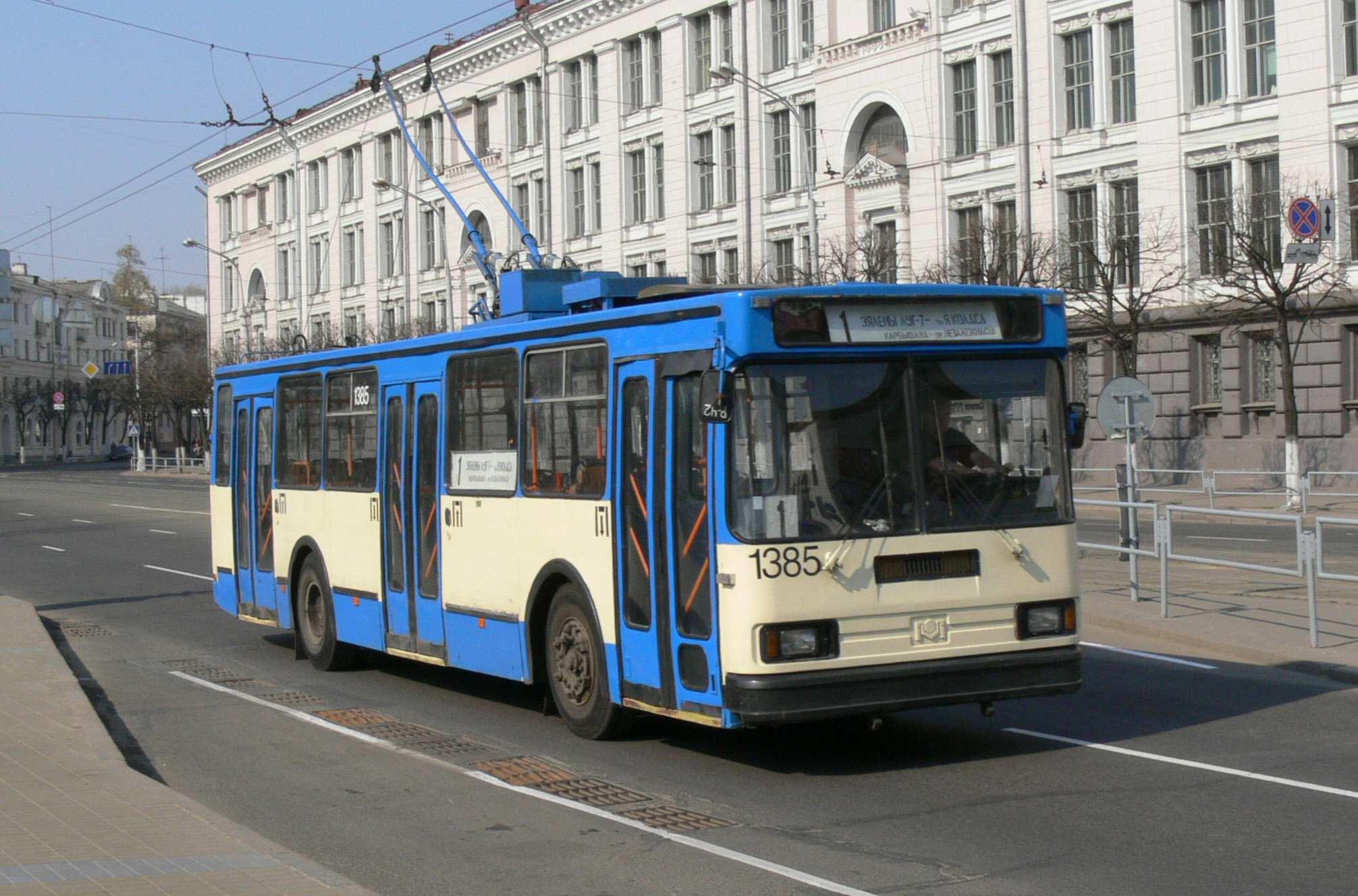
AKSM-213（ベラルーシ語版） - 連節バス
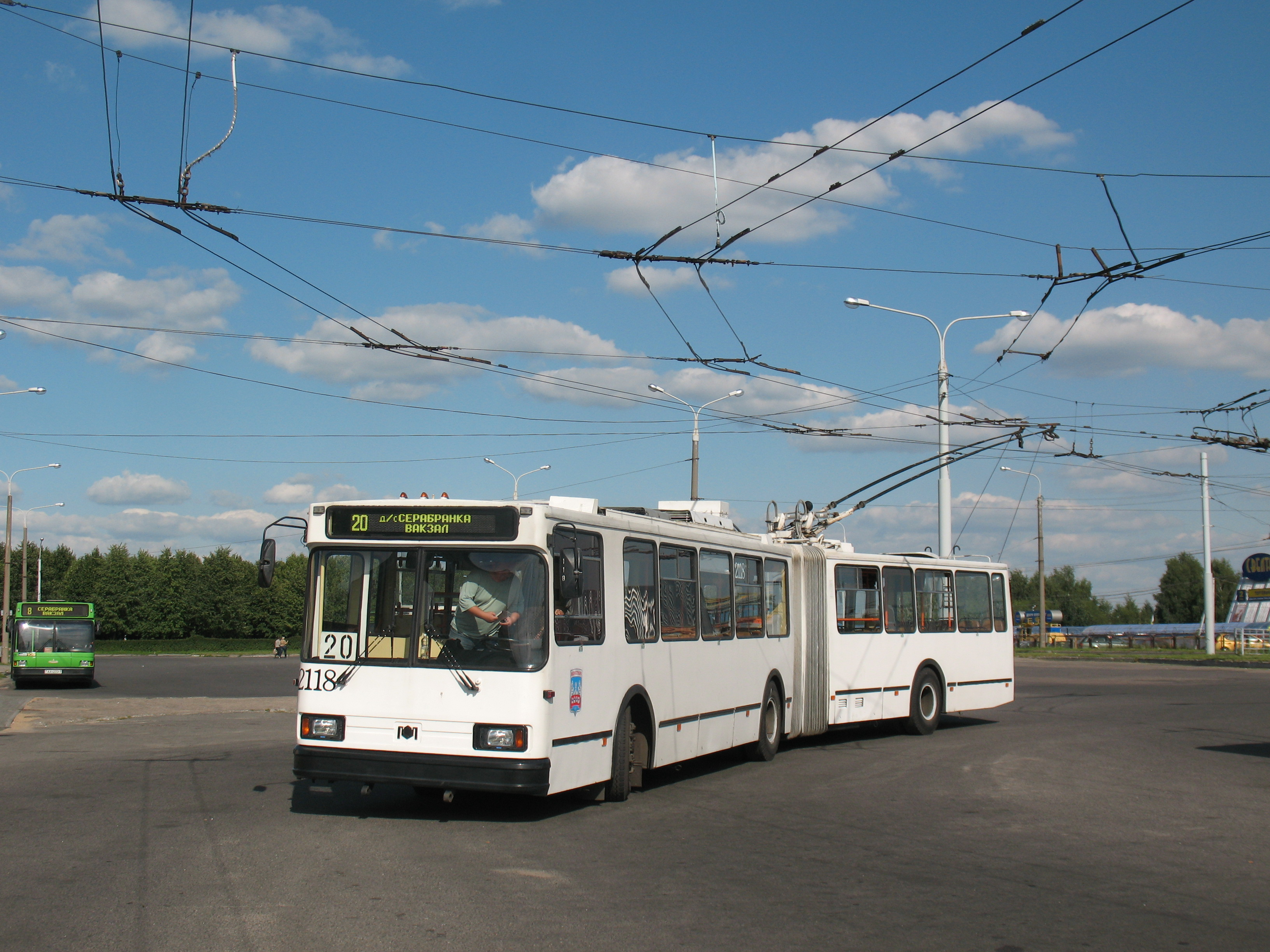
AKSM-221（ベラルーシ語版） - ノンステップバス、ミンスク自動車工場製のMAZ-103（МАЗ-103）と共通仕様
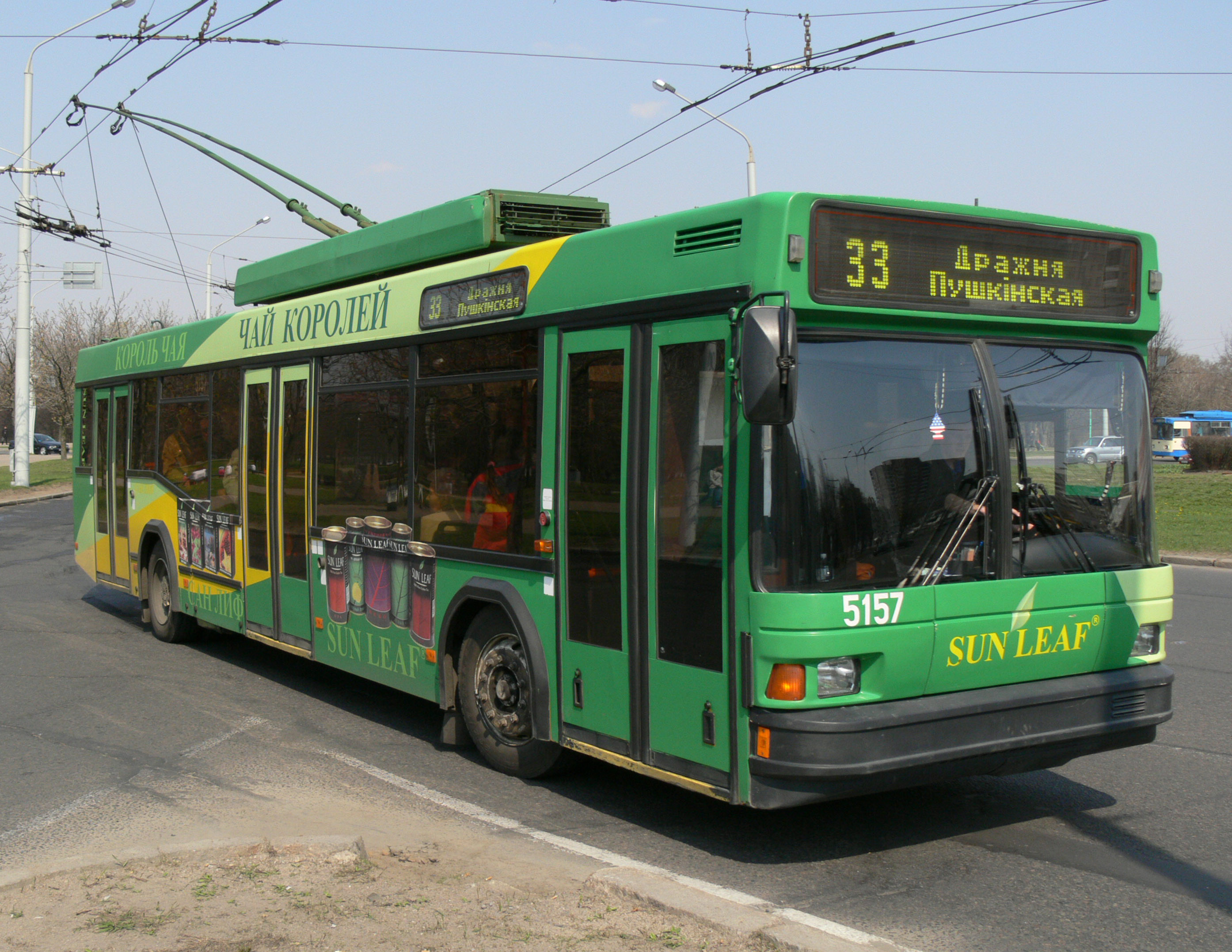
AKSM-321（ベラルーシ語版） - ノンステップバス
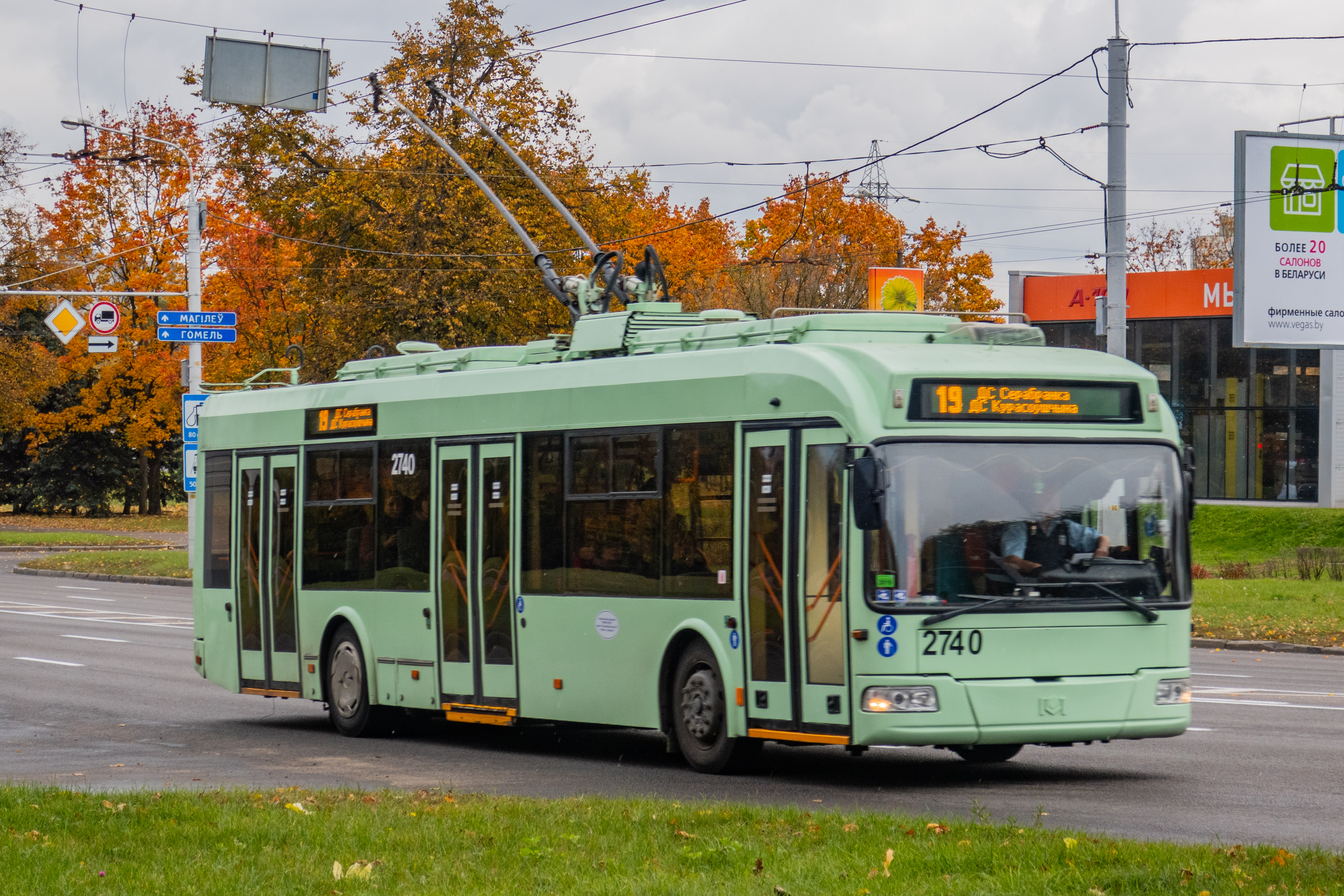
BKM-333（ベラルーシ語版） - 連節バス、ノンステップバス
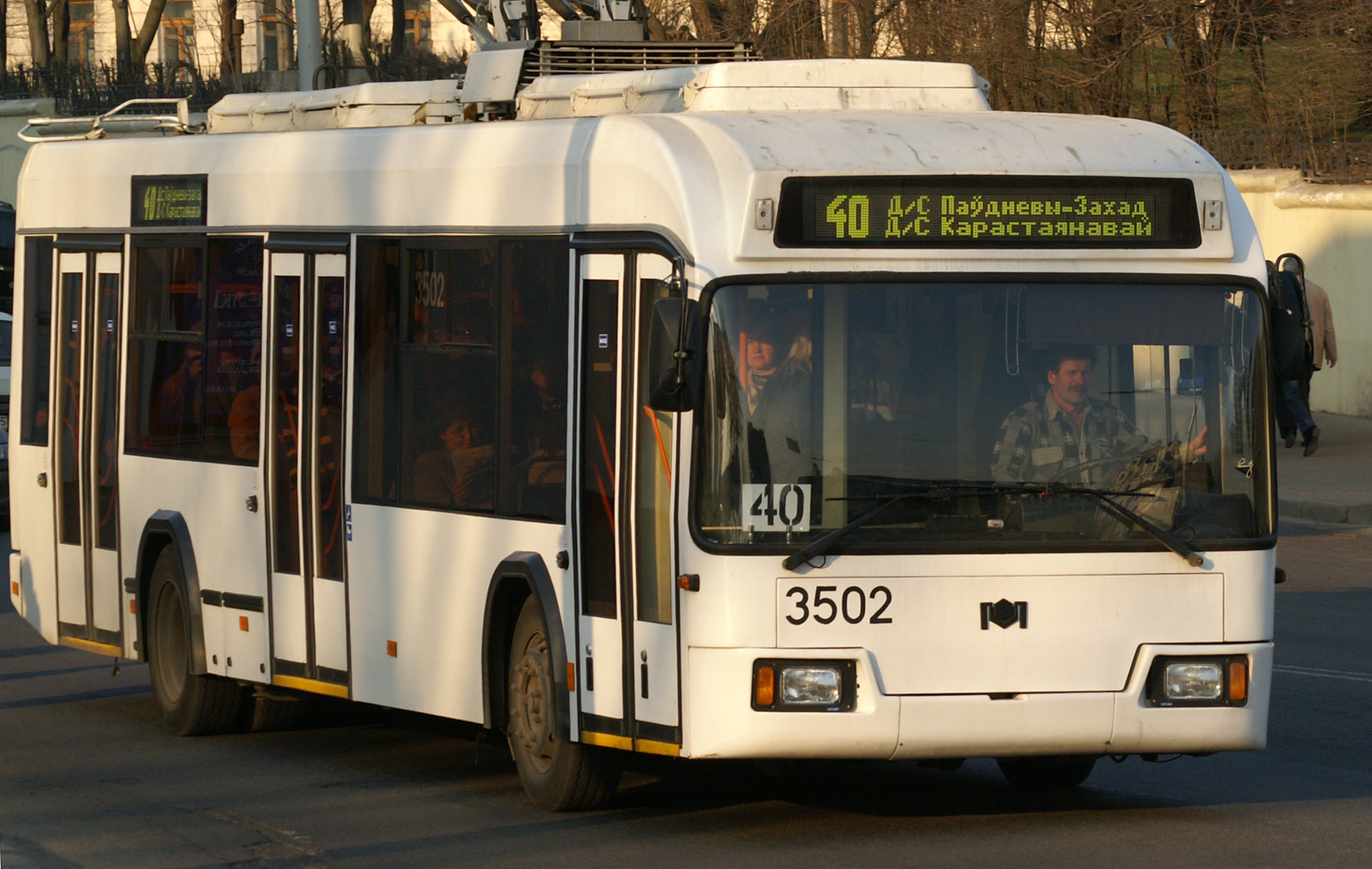
BKM-42003（ベラルーシ語版） - ノンステップバス
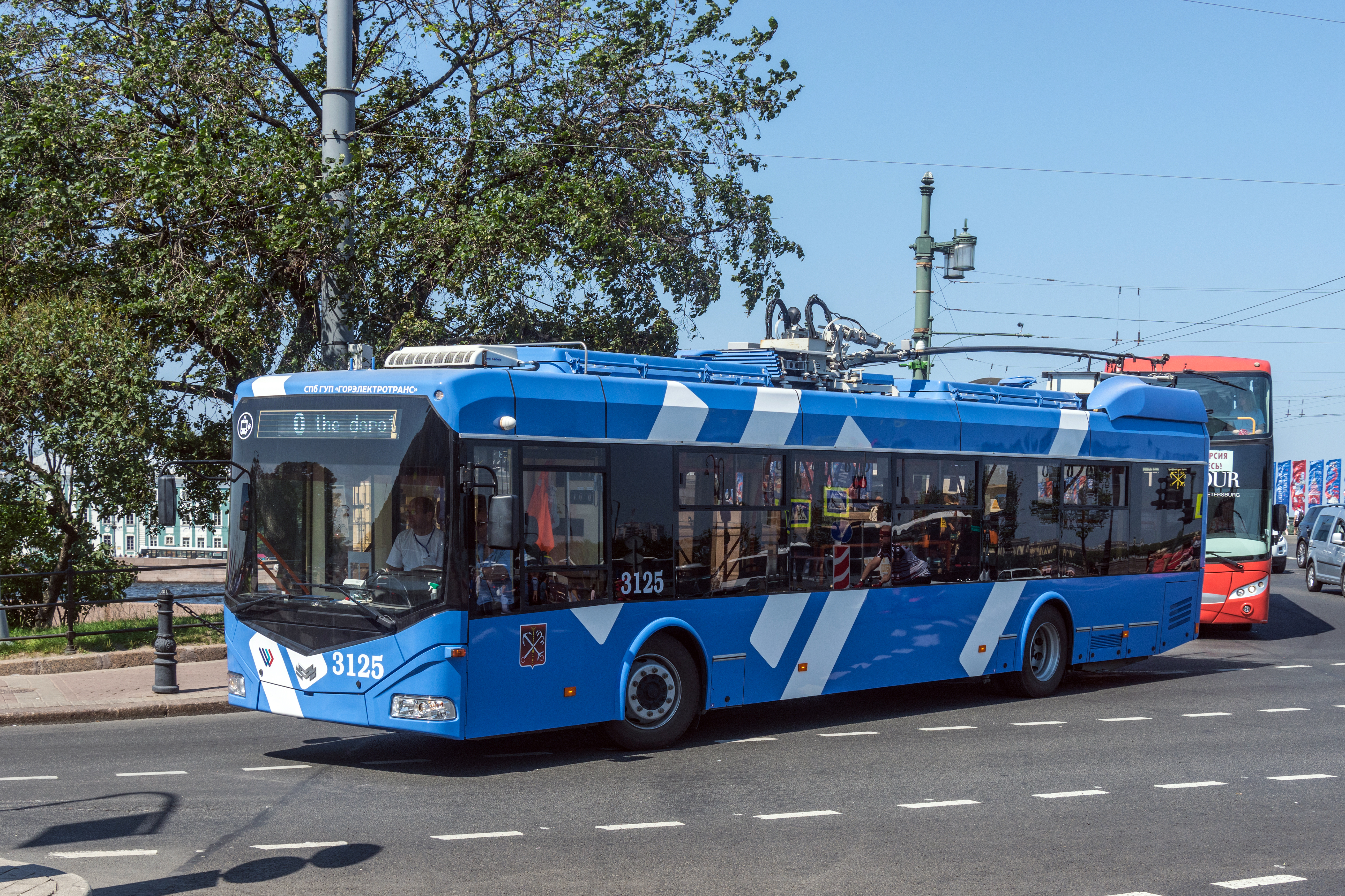
BKM-43303（ロシア語版） - 連節バス、ノンステップバス
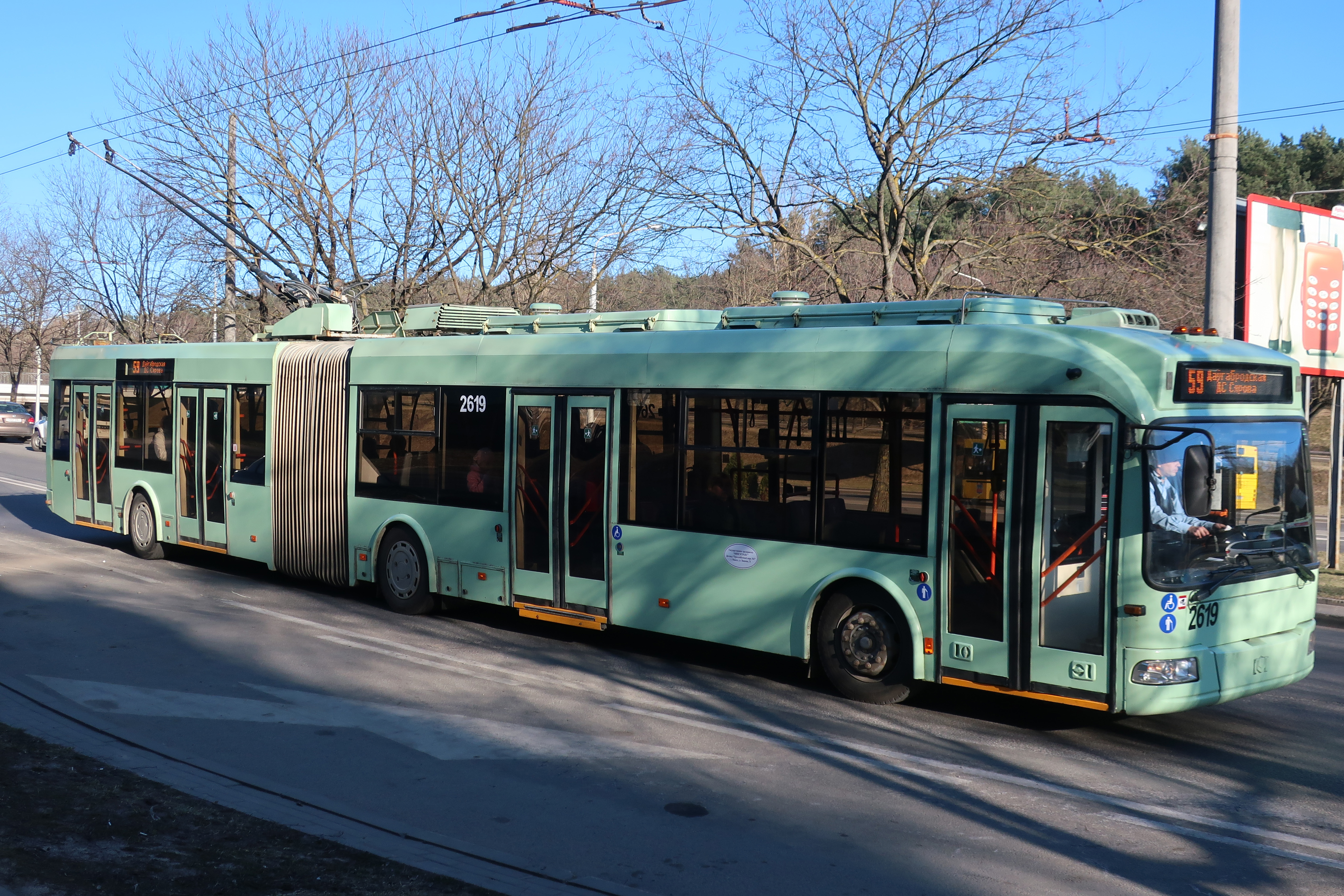
BKM-333
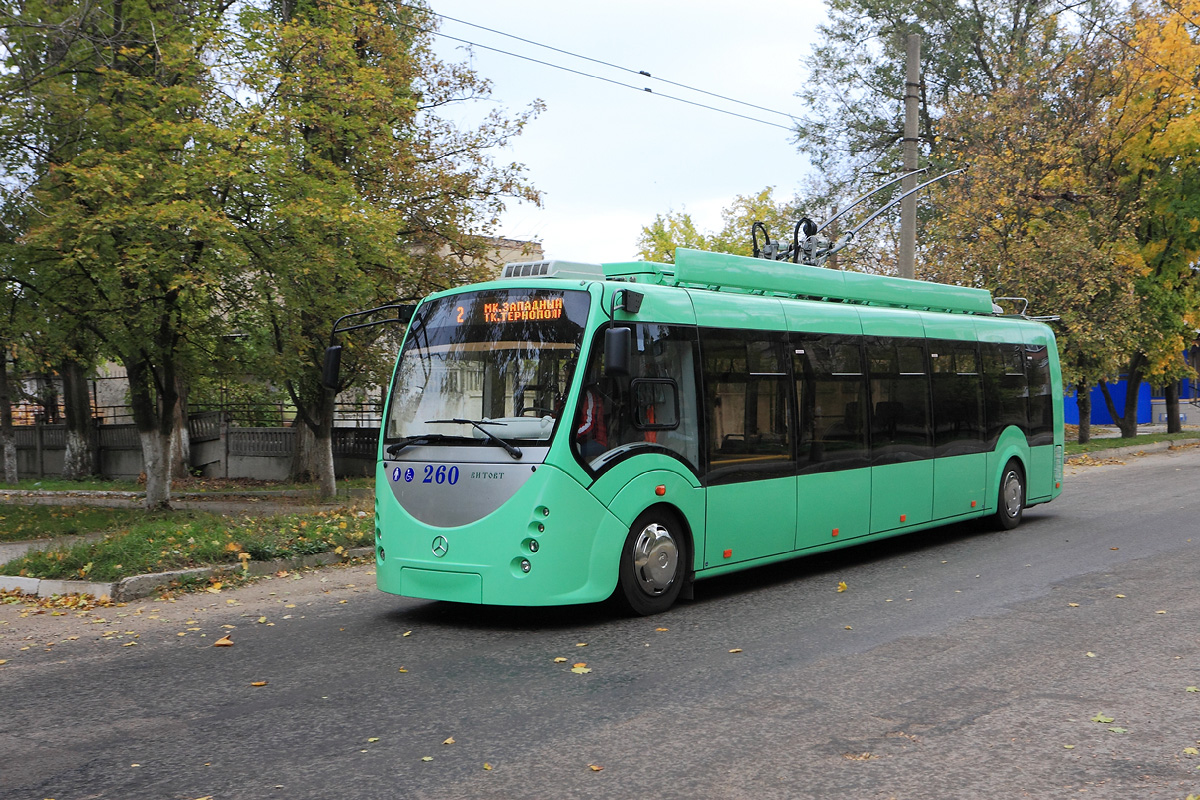
BKM-42003
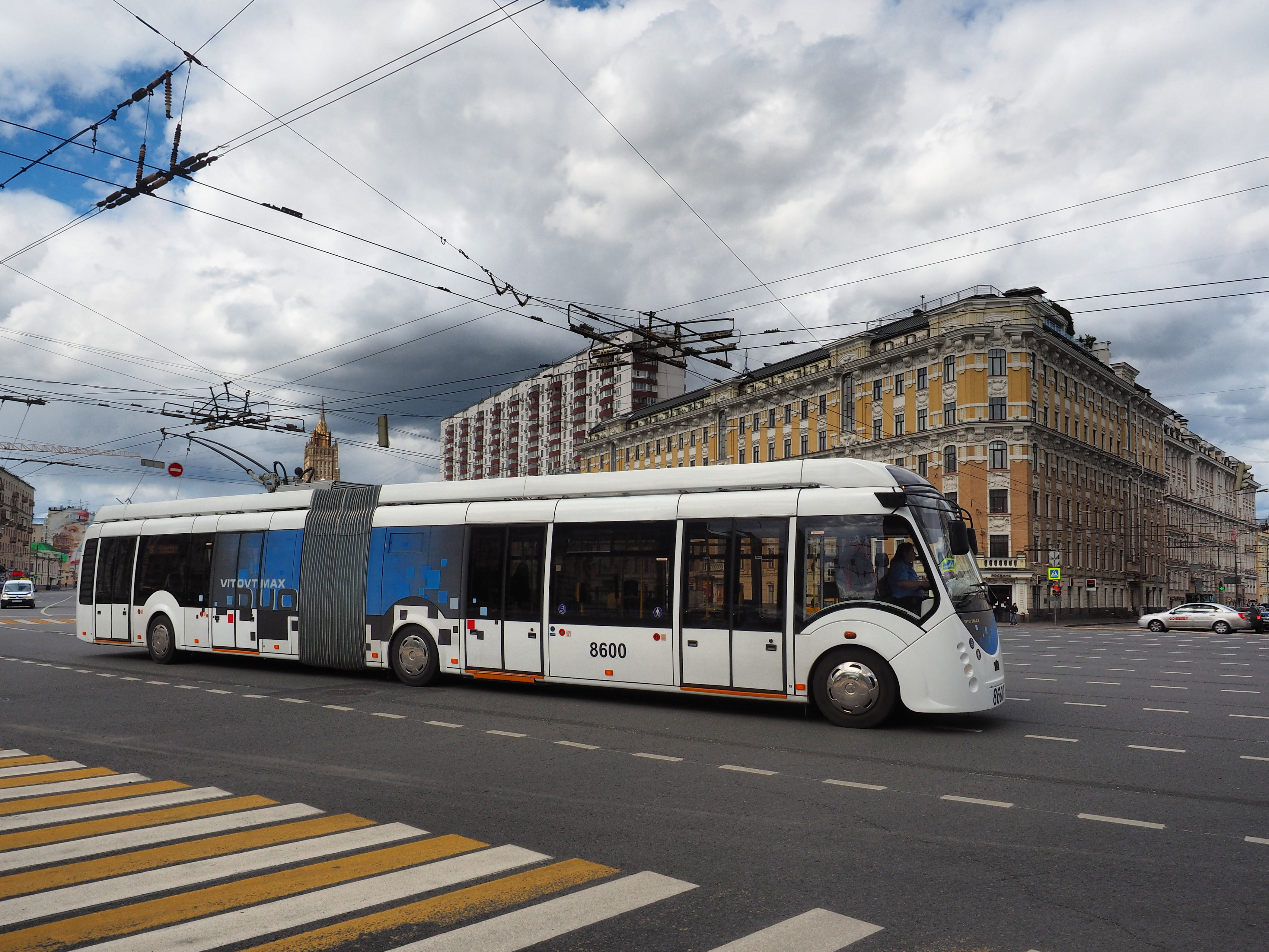
BKM-43303A

- AKSM-100
- AKSM-101
- AKSM-101PS
- AKSM-201
- AKSM-213
- AKSM-221
- AKSM-321
- AKSM-32102
- AKSM-32100D
- BKM-333
- BKM-42003
- BKM-43303A

### 電気バス
- E321（ロシア語版） - ノンステップバス[7]
- E420 "ヴィトフート・エレクトロ" - ノンステップバス[7]
- E433 "ヴィトフート・マックス・エレクトロ"（ロシア語版） - ノンステップバス、連節バス
- E490 - ノンステップバス[7][8]

- E321
- E420
- E433
- E490

### ハイブリッドバス
- A4202K "ヴィトフート・ハイブリッド"（ロシア語版） - ノンステップバス[9]

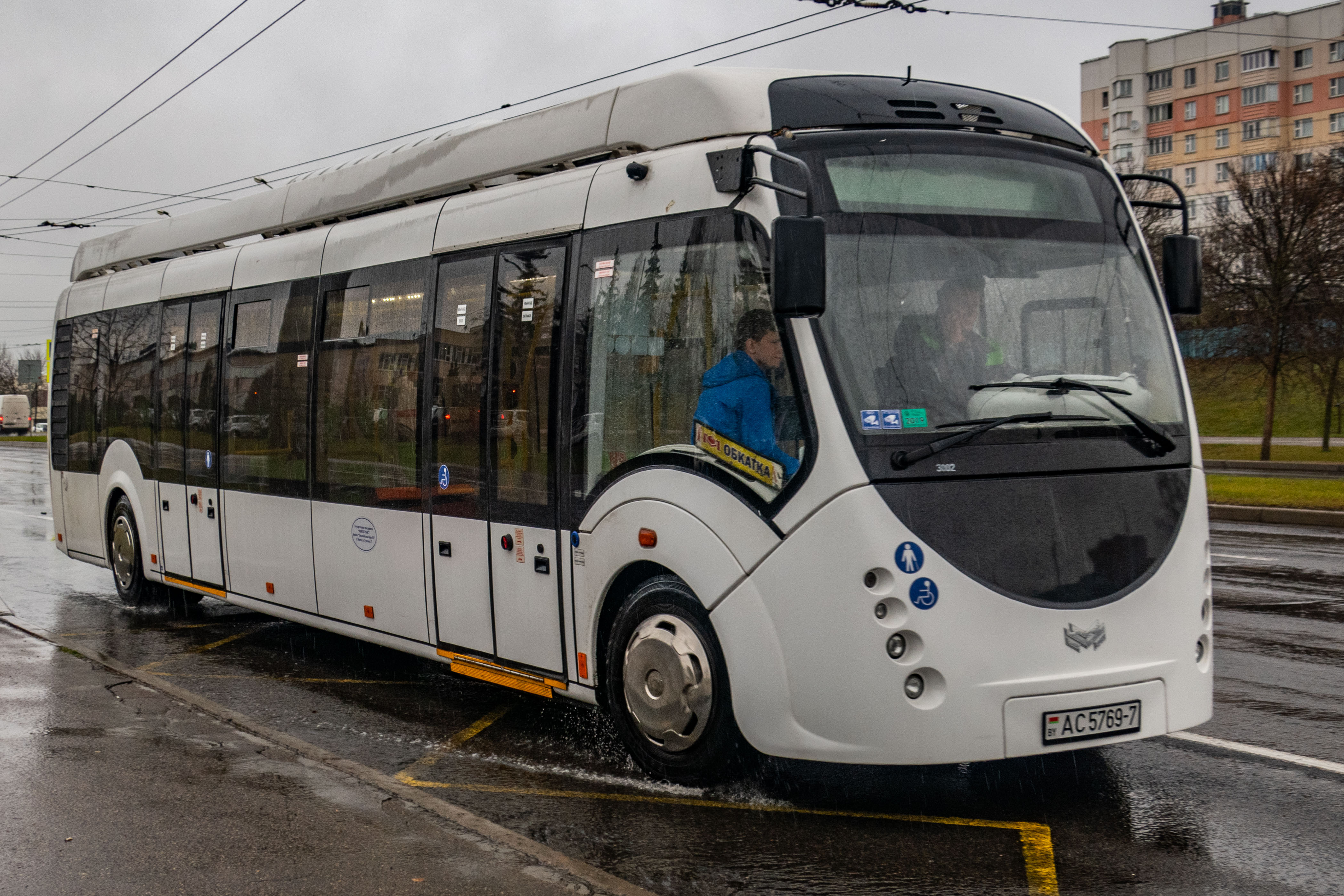
A4202K

### 路面電車
- AKSM-1M[1]
- AKSM-60102[1][4]
- AKSM-62103 - 部分超低床電車、一部車両はシュタッドラー・ミンスクで製造、一部は既存の旧型車両から部品を流用[1][10][11]
- AKSM-743 - 3車体連節車[1]
- AKSM-802 - 部分超低床電車[12]
- AKSM-843 - 3車体連節車、部分超低床電車[1]
- AKSM-845 - 3車体連節車、部分超低床電車[13]
- AKSM-853 - 3車体連節車、部分超低床電車、シュタッドラー・ミンスクとの共同生産[14]
- T811 - 超低床電車、開発初期の形式名は「AKSM-811」[5][15][16]
- T856 - 3車体連接車、超低床電車、開発初期の形式名は「AKSM-856」[5][15][16]
- T701 - 部分超低床電車、既存の旧型車両から部品を流用[17][18]

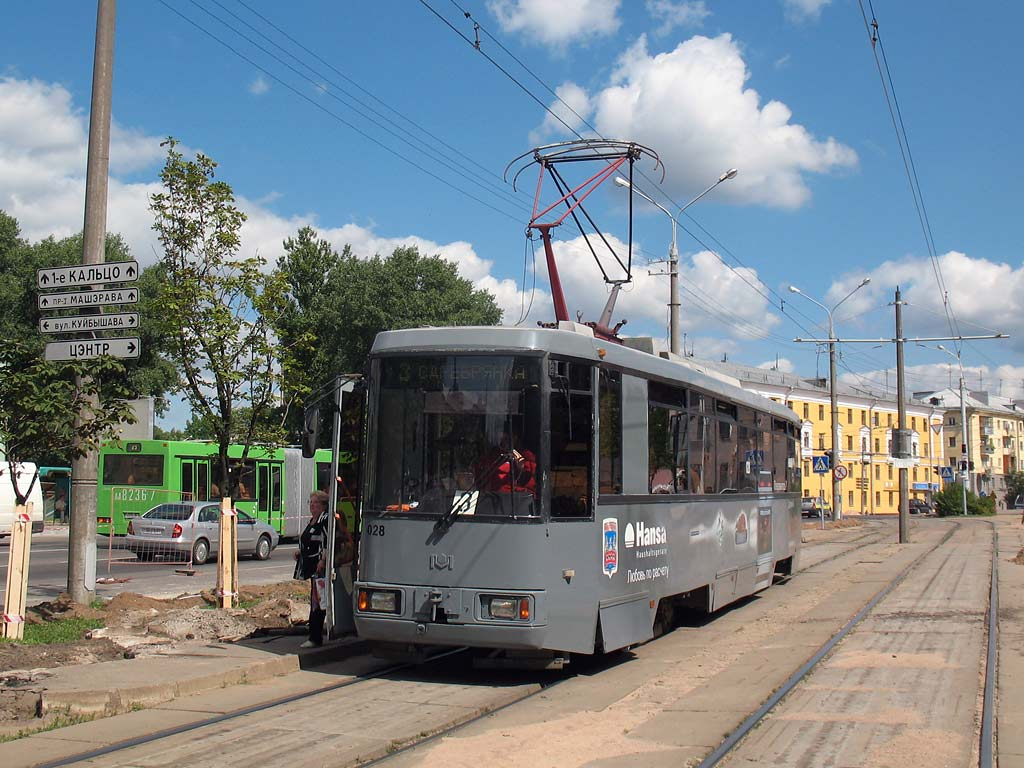
AKSM-1M
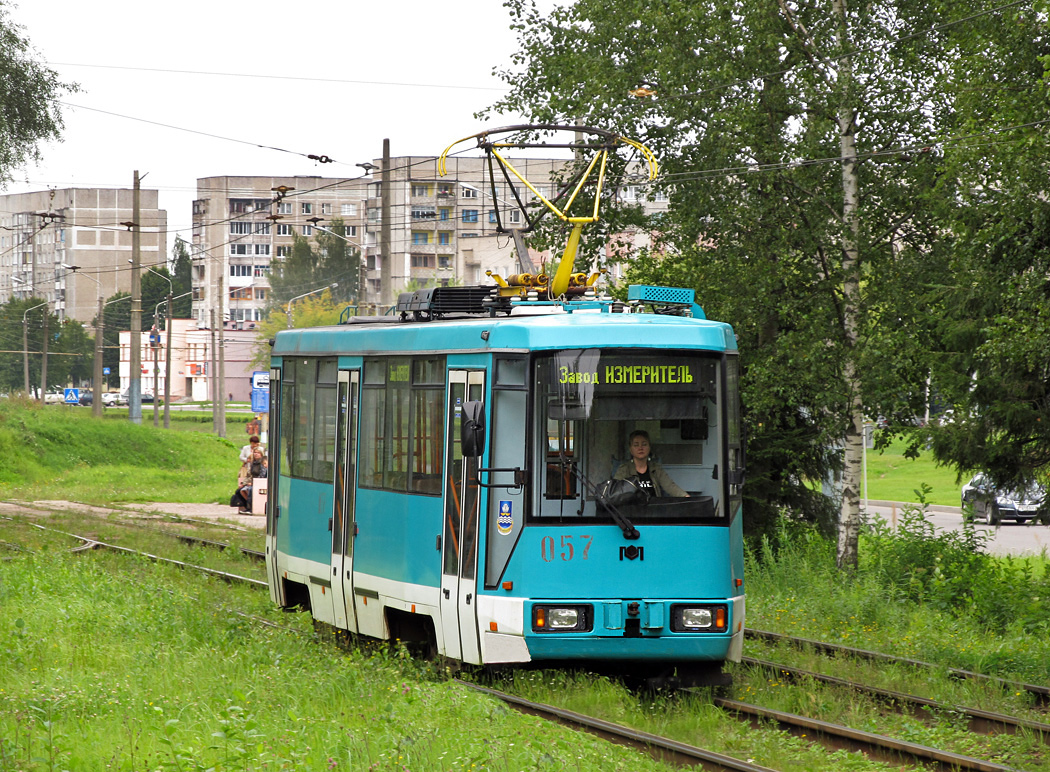
AKSM-60102
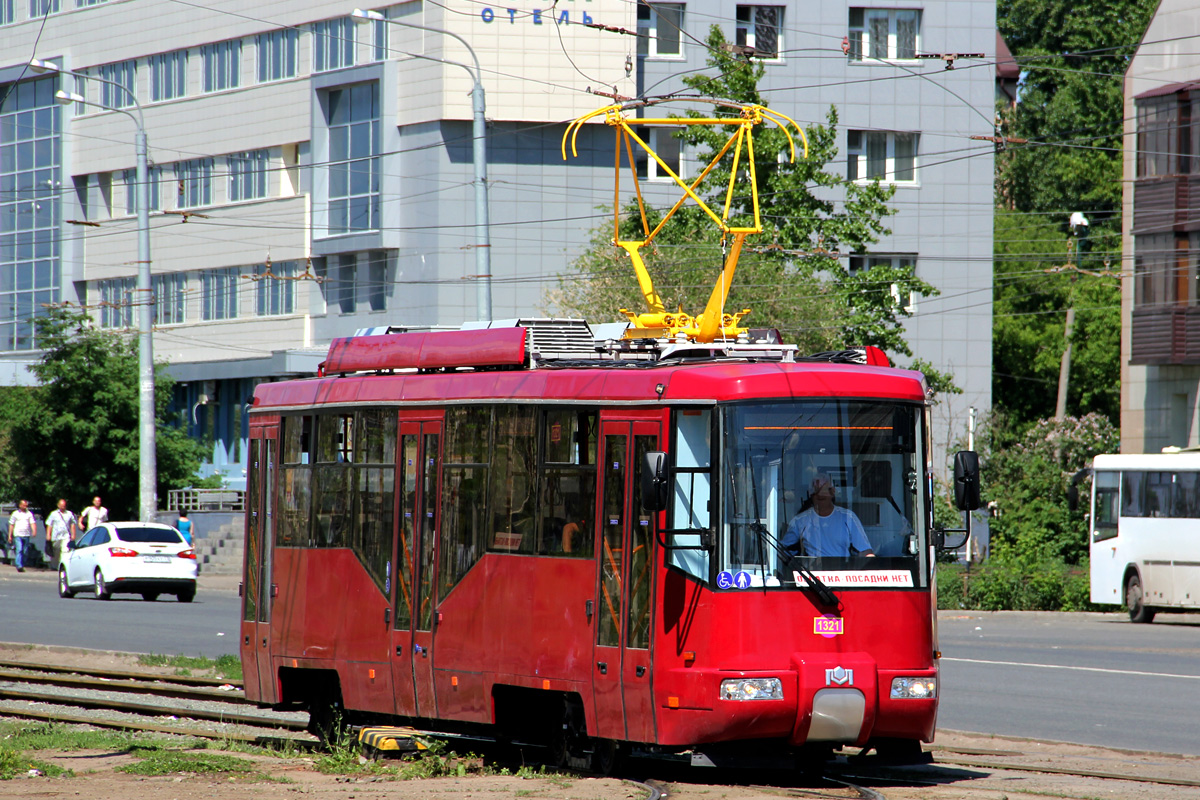
AKSM-62103
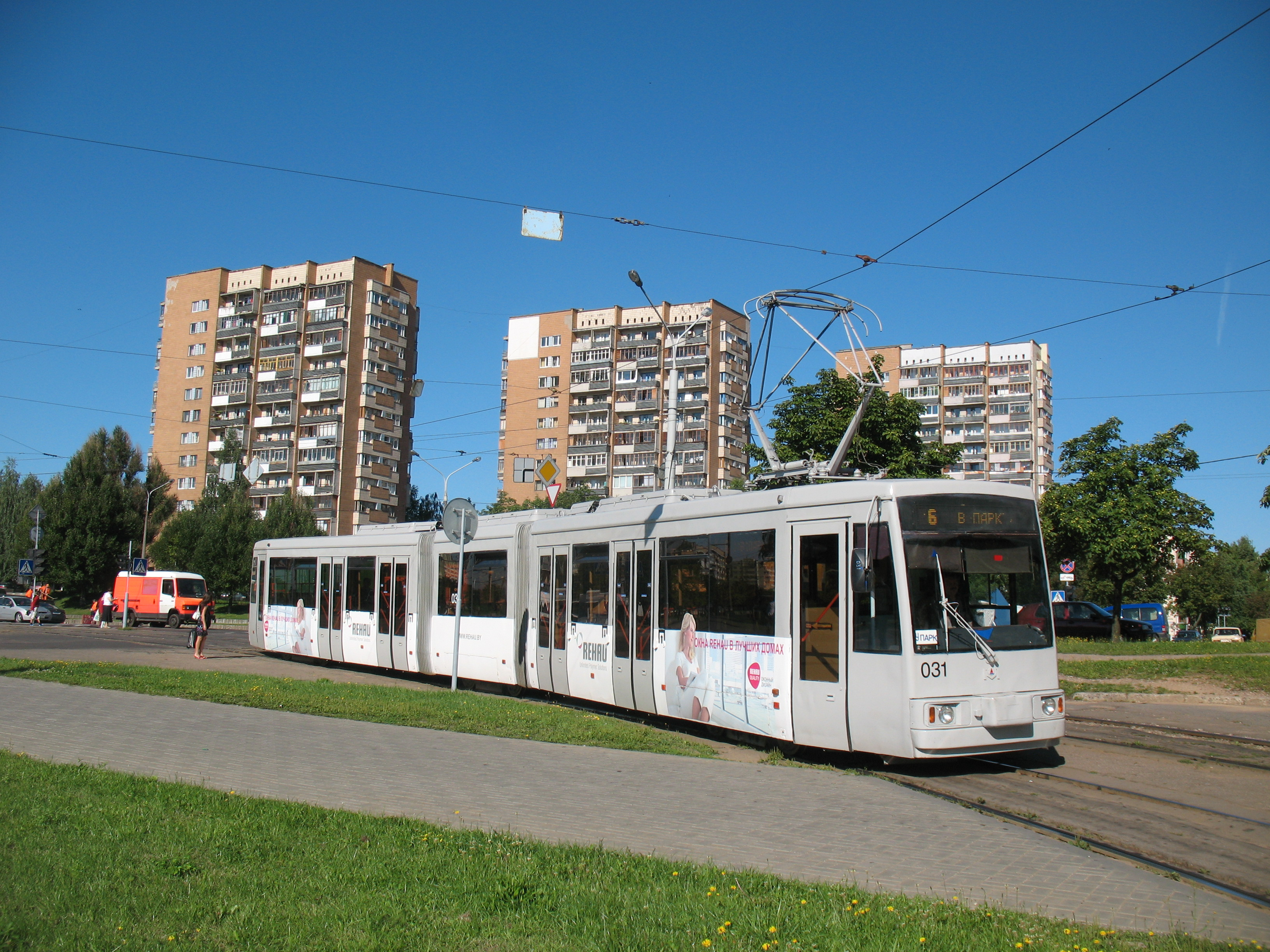
AKSM-743
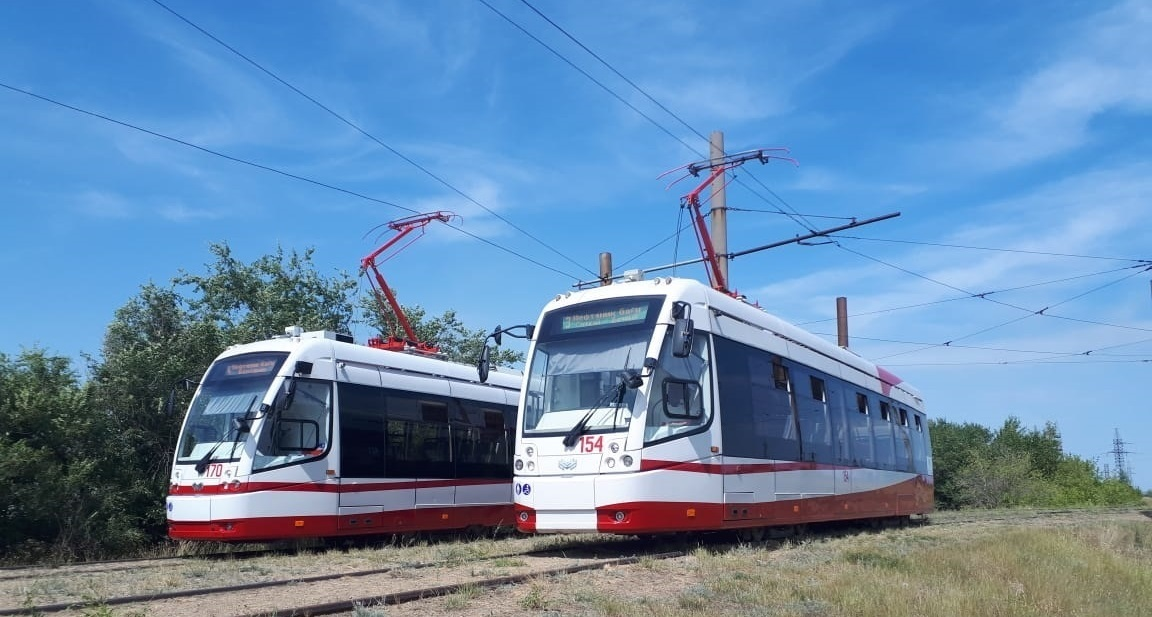
AKSM-802
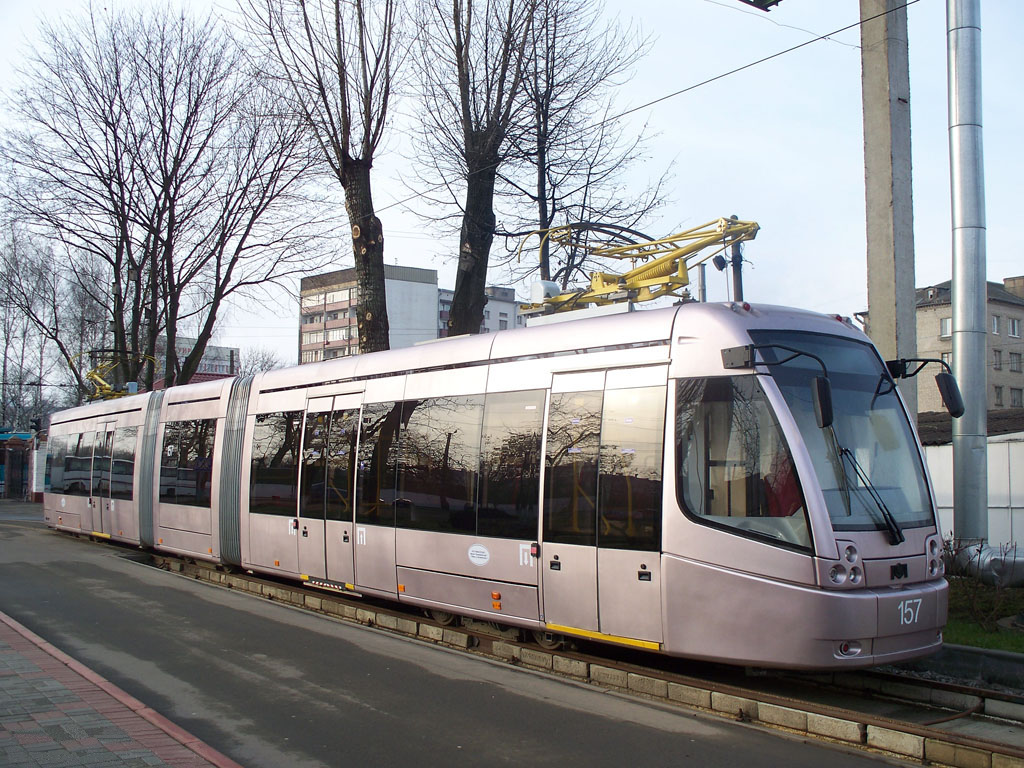
AKSM-843
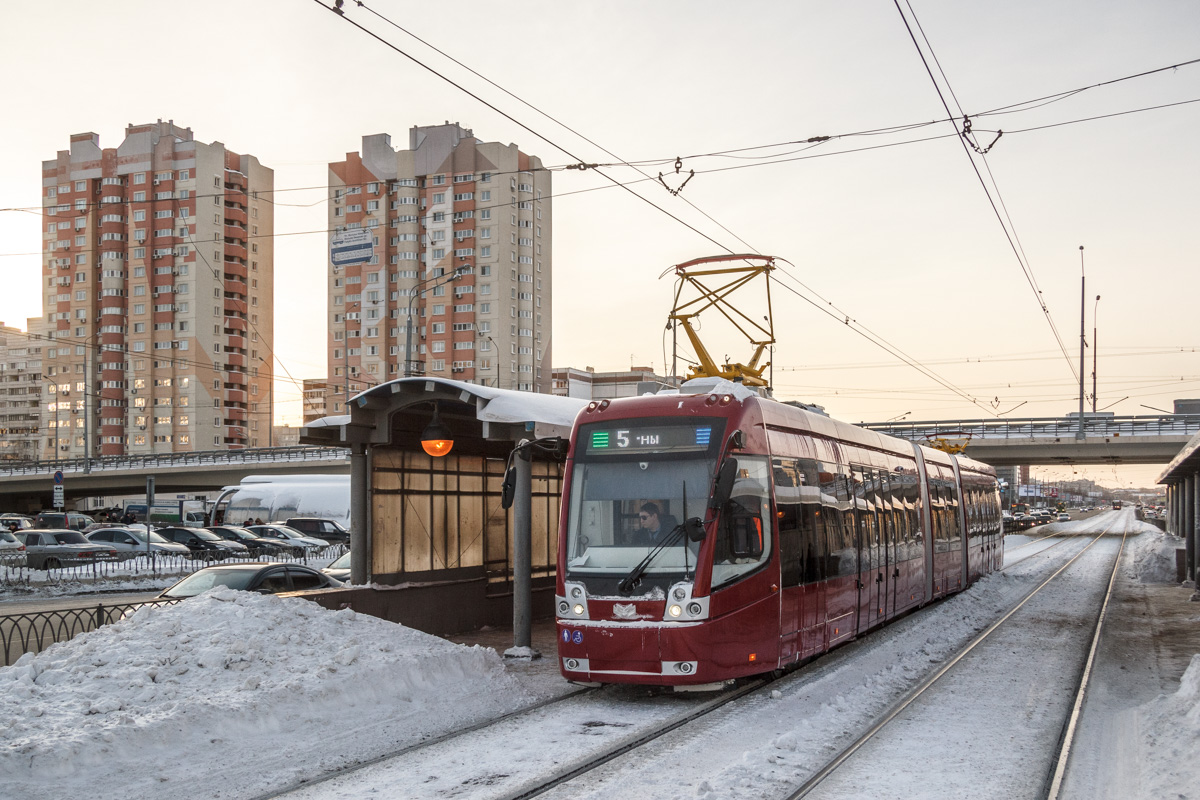
AKSM-845
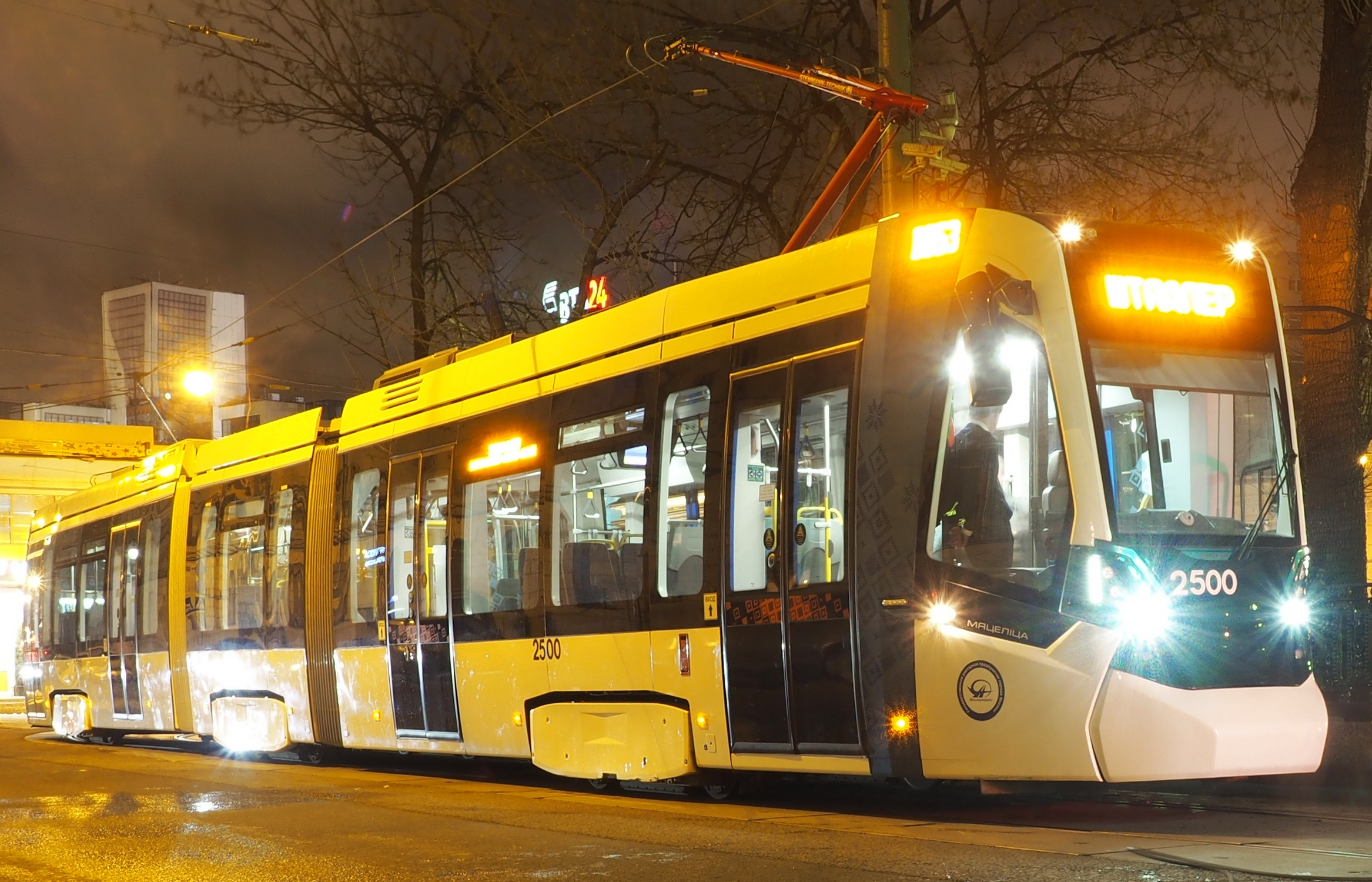
AKSM-853
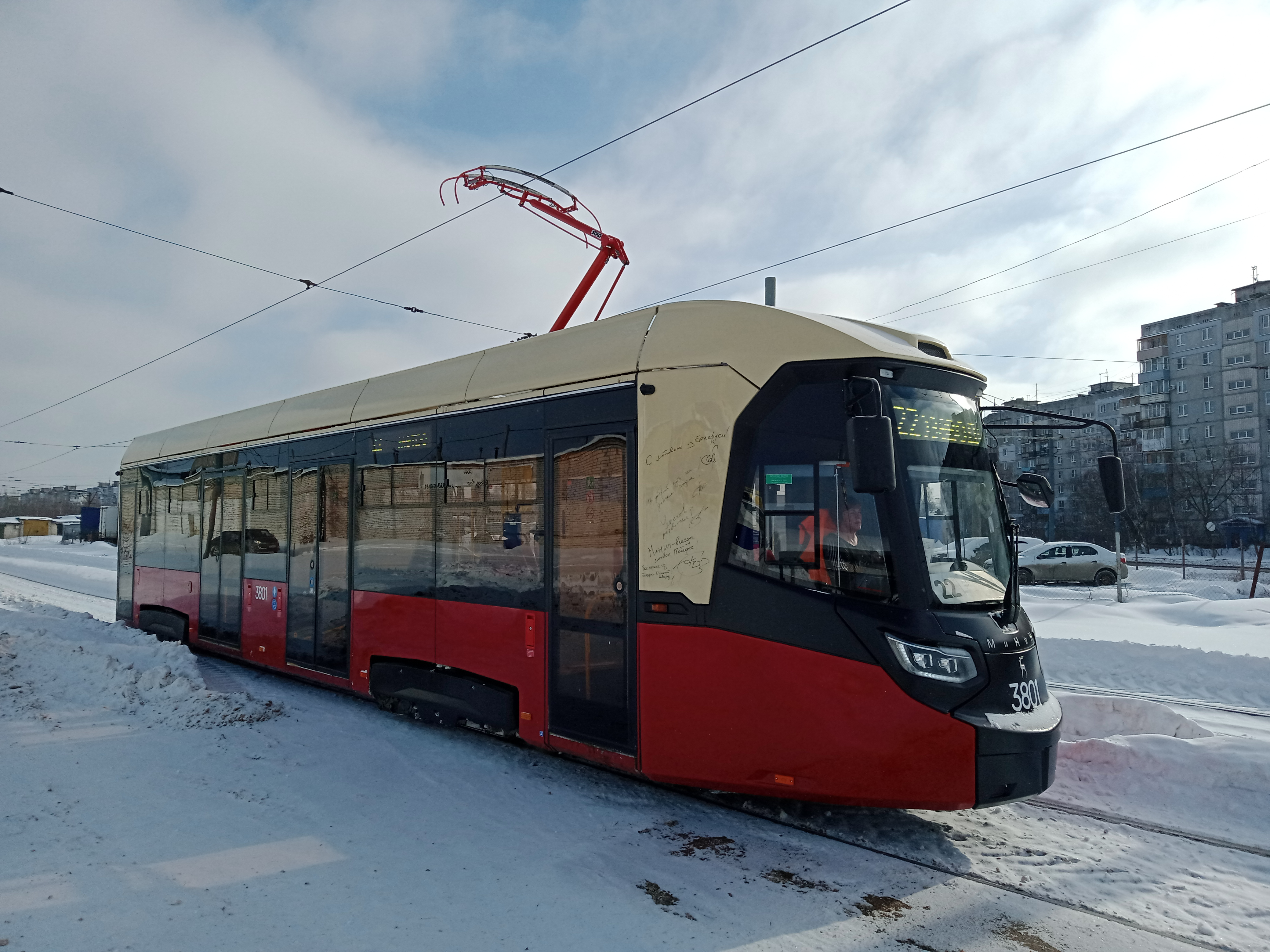
T811

### 新交通システム
- 1K "キャブウェイ" - 試作のみ[4]